# La pequeña Lola
La pequeña Lola (Holy Lola) es una película francesa dirigida por  Bertrand Tavernier en 2005, y protagonizada por Fréderic Pierrot, Jacques Gamblin, Bruno Putzulu, Isabelle Carré, Maria Pitarresi, Lara Guirao, Jean-Yves Roan.
Bertrand Tavernier (Salvoconducto, Hoy empieza todo) dirige esta película sobre el deseo de tener hijos rodada a partir de la primera novela de Tiffany Tavernier, guionista de "La pequeña Lola". Tras dudar entre Haití, Mali, Vietnam y Camboya, el equipo de dirección optó por esta última al tratarse de un país en el que para poder adoptar hay que soportar un proceso tan tortuoso como el que muestra la cinta. Jacques Gamblin (Salvoconducto) eIsabelle Carré (Confesiones íntimas de una mujer) protagonizan esta película que indaga en todos los entresijos, desde pruebas de esterilidad hasta los viajes pasando por los visados y autorizaciones, de la adopción en los países poco desarrollados.

## Sinopsis
Pierre y Géraldine viajan a Camboya para adoptar a una niña. Agotadoras visitas a orfanatos, continuos enfrentamientos con las autoridades francesas y camboyanas y amenazas de traficantes se suceden en un clima opresivo y angustioso en el que la pareja también debe superar la desconfianza y envidia del resto de los padres adoptivos que han viajado hasta allí con sus mismas intenciones. El deseo de ser padres les hará asomarse a todos los abismos y enfrentarse a sus miedos internos. 